# Trollech
Trollech est un groupe de black et pagan metal tchèque, originaire de Plzeň.

## Biographie
Le groupe est formé en 1999 par Lord Morbivod et Asura Godwar Gorgon's Ray. Trollech publie une première cassette audio intitulée  Dech Pohanských Větrů, en 2000. Un an plus tard, en 2001, le groupe publie son premier album studio, Ve Hvozdech. En 2002, le groupe publie son deuxième album studio, Synové Lesů. En 2003, Trollect publie un EP intitulé Tváře Stromu, avec Goblin Duchmaus du groupe Stribo à la batterie, qui est suivi la même année d'un troisième album studio, V Rachotu Hromů.
En 2005, Trollech publie le split Tumultus / Saros. En 2006, ils publient leur nouvel album studio, Skryti V Mlze. La même année sort l'album live Svatoboj – Metal Swamp No. 22. En 2007, le groupe effectue un split de sept chansons avec le groupe Heiden, publié au label Naga Production,,. En 2008, le groupe est confirmé au festival Dunkelheit en République tchèque, organisé les 29 et 30 août.
En 2010, ils publient la compilation Ve hvozdech & Synové lesů au label Ketzer, limité à 500 exemplaires. Le groupe poursuit avec la publication de son album studio Jasmuz, composé de huit chansons, le 2 avril 2010,. En 2012 sort l'album Vnitřní tma.

## Style musical
Le style musical de Trollech est qualifié par la presse spécialisée de « forest black metal » ou de « black metal païen ». Le style musical de Trollech est considéré comme précurseur du pagan metal, spécialement leurs premiers albums. Leur musique simple, mais mélodique, soutient les paroles, principale qualité du groupe. Trollech utilise le tchèque d'une manière ludique, y compris l'utilisation fréquente de mots à consonance archaïque et inhabituelle. Les paroles suivent apparemment des thèmes sur les forêts, les arbres, les châteaux, les trolls, les nains, la météo (orages, pluie) et d'autres entités naturelles de l'univers mystique de Trollech dont les musiciens jouent le rôle de gardiens. 

## Membres

### Membres actuels
- Lord Morbivod – guitare, hurlements
- Asura Godwar Gorgon's Ray – basse, vocifération, guimbarde
- Throllmas – guitare, chant
- Sheafraidh - batterie

### Anciens membres
- Johannes – guitare (2001–2006)

## Discographie
- 2000 : Dech Pohanských Větrů
- 2001 : Ve Hvozdech
- 2002 : Synové Lesů
- 2003 : Tváře Stromů (EP)
- 2003 : V Rachotu Hromů
- 2005 : Tumultus (split avec Sorath)
- 2006 : Skryti V Mlze
- 2006 : Svatoboj – Metal Swamp No. 22 (album live)
- 2007 : Trollech vs. Heiden (split avec Heiden)
- 2010 : Jasmuz
- 2012 : Vnitřní tma